# Ellipinion solidum
Ellipinion solidum is een zeekomkommer uit de familie Elpidiidae.
De wetenschappelijke naam van de soort werd in 1975 gepubliceerd door B. Hansen.